# Mihona Fujii
Mihona Fujii Fujii Mihona (藤井みほな) (12 de novembre del 1974, Tòquio) és una mangaka japonesa de shōjo. El seu treball de debut fou Mujaki na mama de, publicat en el número de tardor de 1990 de la Ribon Original. Els seus treballs s'han publicat a la revista Ribon i, recentment, a Margaret, on encara es publica la seua última sèrie, Tokyo Angels.
És ben coneguda pel seu manga GALS!, que fou adaptat a una sèrie d'anime en televisió amb el nom de Super GALS! Kotobuki Ran. L'any 2019 el va reviure com una continuació a l'aplicació MangaMee.

## Manga

### Ribon Mascot Comics
- START!
- Spicy Girl
- Passion Girls (5 volums)
- Ryuō Mahōjin (3 volums)
- Yuki no Hanabira
- Himitsu no Hanazono
- Super Princess
- GALS! (10 volums)

### Margaret Comics
- Tokyo Angels (2 volums~)